# Centena de Årstad

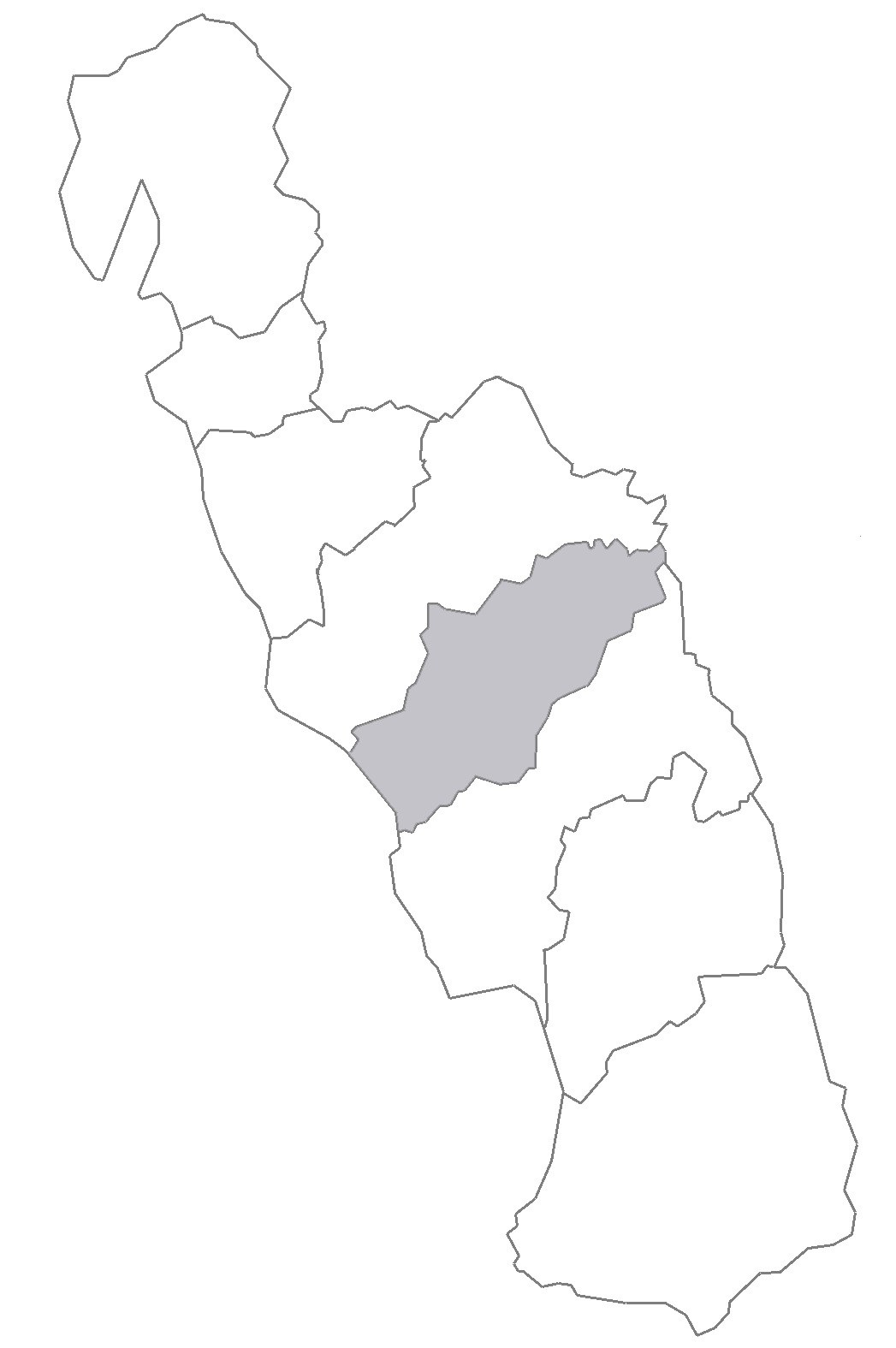
Localización de la centena de Årstad en Halland

La centena de Årstad (en sueco: Årstads härad) fue una centena  en la provincia histórica Halland, Suecia.

## Parroquias

El escuedo de la centena

## Parroquias[1]
| En Municipio de Falkenberg - Abild - Asige - Askome - Eftra | - Krogsered - Skrea - Slöinge - Vessige - Årstad |  | En Municipio de Hylte - Drängsered |